# Ren'ai Bōkun
Ren'ai Bōkun (恋愛暴君 lit. Amor Tirano?), también conocida como The Very Lovely Tyrant of Love o simplemente Love Tyrant, es una serie de manga de comedia escrita e ilustrada por Megane Mihoshi. Es serializada en línea desde el 9 de mayo de 2012 en el sitio web Comic Meteor de Aplix. Ha sido compilado en 14 volúmenes tankōbon. Una adaptación a serie de anime producida por EMT Squared se emitió desde el 7 de abril hasta el 22 de junio de 2017. La serie se caracteriza por contener numerosas parodias al manga Death Note, creado por el mangaka Tsugumi Ōba.

## Sinopsis
La Kiss Note es un poderoso cuaderno con el poder de hacer que cualquier persona cuyo nombre este escrito junto a otro en ella, instantáneamente se enamoren y besen sin importar cualquier circunstancia. Este elemento mágico pertenece a un ángel llamada Guri, cuyo trabajo como cupido es formar parejas. Sin embargo, accidentalmente escribe el nombre de Seiji Aino, un estudiante de secundaria regular, y a menos que Seiji bese a alguien, Guri morirá. Guri convence a Seiji de besar a Akane Hiyama, la chica más popular de la escuela. Sin embargo, resulta que Akane tiene sentimientos aún más fuertes por él, bordeando lo obsesivo y psicótico. Eventualmente, Akane y Seiji comienzan a salir, pero no antes de que Guri decida que también tiene sentimientos por Seiji. Esto hace que se convierta en un infierno para Seiji, quien sólo quiere una relación normal con las chicas.

## Personajes
Seiji Aino (藍野 青司 Aino Seiji?)
Seiyū: Kenshō Ono
Es el protagonista principal de la historia. Conoció a Guri cuando esta apareció de pronto frente a su puerta, vistiendo un traje de "shinigami" para decirle que su nombre había sido escrito accidentalmente en la "Kiss Note" (una parodia de la Death Note), advirtiéndole que si no besaba a alguien en las próximas veinticuatro horas, ella moriría y él sería virgen para siempre. Eventualmente, Seiji termina revelando sus sentimientos por Akane Hiyama, solo para terminar descubriendo que Akane es una auténtica yandere. Seiji es un joven que piensa en los demás y siempre trata de complacer a todas las chicas que lo rodean para así evitar que salgan lastimadas, y, a pesar de que todas las chicas son de su agrado, Akane es quien realmente le gusta. Seiji se convirtió en una especie de semi-ángel al estar en una relación con Guri (también le sucedió a Akane y Yuzu).  Al final del manga, se casó con Akane, Yuzu y Guri en su ceremonia de boda con el apoyo de sus familias en ambos lados y reclutó a tres niñas en la Familia Aino. 
Guri (グリ?)
Seiyū: Yoshino Aoyama
Es un ángel cupido, la hija de Dios y la antigua gobernante del infierno, Mavuro. Guri tiene una tendencia natural de ser engañada fácilmente más que otros ángeles. Siempre ve su trabajo como una broma, formando casi siempre parejas homosexuales debido a que es amante del yaoi y yuri. Sin embargo, esto siempre pasa su cuota de parejas a formar en el mes. A pesar de ser un cupido, Guri no entiende el concepto del amor. En realidad, la razón de que sea un cupido se debió a que su padre le designó ese trabajo para así poder entender de que se trataba el amor, uno de los requerimientos para volverse Dios (Dios debe amar a todos). Más adelante, comienza a reconocer ciertas emociones cuando pasa tiempo con Seiji y finalmente descubre que está enamorada de él. Al final del manga, se convierte en una de las novias de Seiji junto con Akane y Yuzu en la ceremonia de boda y se une a la familia Aino.
Akane Hiyama (緋山 茜 Hiyama Akane?)
Seiyū: Manami Numakura
Es la chica más popular de la escuela de Seiji. Seiji estaba enamorado de ella desde antes del comienzo de la historia, pero nunca se le confesó porque para él, Akane siempre era una chica inalcanzable. Cuando Guri descubrió su atracción, decidió emparejarla con Seiji para evitar morir debido a la Kiss Note. Sin embargo, Akane sorprendió a Seiji cuando le acercó en el colegio lo que hizo que revelara su beso con Guri. Eso hizo que Akane entrara en una furia psicótica haciendo notar que es una auténtica yandere y reveló que ella ya estaba enterada de los sentimientos de Seiji. Acusándolo de haber sido infiel, luego de eso, apuñaló a Guri en la cabeza, revelando la inmortalidad de Guri. Mientras Akane ataca a Guri y a Seiji en su arranque de celos, Guri consigue hacer que Akane bese a Seiji calmandola brevemente antes de hacerla enfurecer nuevamente al revelar que ella también escribió su propio nombre como pareja de Seiji volviéndolos en realidad un trío. A pesar de que apuñala a Seiji muy seguido, ella está autenticamente enamorada de él. Akane tiene el hábito de sacar incontables cuchillos que lleva escondidos en su ropa y los utiliza para pelear. Es extremadamente violenta (a veces por instinto) con cualquiera que trate de robarse a Seiji de su lado, especialmente con Guri y Shikimi. Después de escuchar la confesión de Seiji junto con Yuzu un día, Akane decide dejar atrás el pasado y vivir en paz con Yuzu y Guri también. Al final del manga, se convierte en una de las novias de Seiji junto con Yuzu y Guri en la ceremonia de boda y se une a la familia Aino.
Yuzu Kichougasaki (黄蝶ヶ崎 袖 Kichougasaki Yuzu?)
Seiyū: Yuki Nagano
Es la medio hermana menor de Akane, compartiendo el mismo padre. Está enamorada Akane y la quiere tanto como hermana como de manera romántica, a pesar de eso, más tarde desarrolla sentimientos por Seiji. Es muy sobreprotectora con su hermana y a menudo espía y acosa a Akane en secreto a donde quiera que vaya (de lo cual, Akane está totalmente consciente pero no le toma importancia). Yuzu se vuelve muy buena amiga de Guri y Seiji, a pesar de que al principio era muy áspera con ellos. Yuzu también fue añadida al grupo de Seiji cuando Guri agrega su nombre a la Kiss Note, lo que hizo enfurecer a Akane y Seiji. Yuzu tiene la habilidad de crear un poderoso campo de fuerza (aún sin explicación) que puede defenderla de ataque externos, desde los cuchillos de Akane e incluso un camión. Debido a su habilidad, Yuzu tuvo dificultades para hacer amigos en su niñez, porque sus compañeros le tenían miedo. Sin embargo, Guri se convierte rápidamente en su amiga, después de haber dicho que su habilidad era genial y ambas terminan compartiendo su gusto en común por el yaoi. Aunque es tímida con Seiji, Yuzu logró encontrar el coraje para besar a Seiji y darle un regalo de San Valentín. Tras la confesión de Seiji un día, Yuzu rompe a llorar de felicidad mientras lo abraza junto con Akane. Al final del manga, se convierte en una de las novias de Seiji junto con Akane y Guri en la ceremonia de boda y se une a la familia Aino.
Shikimi Shiramine (白峰 樒 Shiramine Shikimi?)
Seiyū: Yumi Hara
La sádica, hueca y manipuladora prima de Akane y Yuzu. Shikimi decide entrar disfrazada a la escuela de Seiji pero una vez que se descubre su parentesco con Akane y Yuzu. Ella le pide a Guri que agregue su nombre al grupo de Seiji por la única razón de obtener la inmortalidad y la protección divina que se obtiene al emparejarse con Guri. Sin embargo, Guri rechaza esa petición debido a que pudo notar que en ella no había amor para Seiji. El pasatiempo favorito de Shikimi es "torturar personas", porque es lo que más disfruta hacer. Shikimi siempre hace enfurecer a Akane con sus repetidos intentos de besar y de seducir a Seiji. La razón por la que ella disfrutaba torturar a las personas fue porque sintió envidia por el afecto que Akane y Yuzu recibían de sus padres, y decidió que robar lo que pertenecía a otros saciaría su sensación de soledad. A medida que pasa el tiempo, Shikimi ha cambiado a una mejor persona debido al perdón de Seiji y una promesa entre Guri y ella. Incluso se hace amiga de Akane y Yuzu al final.
Akua Aino (藍野 あくあ Aino Akua?)
Seiyū: Rie Takahashi
Es la masculina hermana menor de Seiji. Durante su infancia juntos, ella era mucho más femenina de como es ahora. Sin embargo, empezó a cambiar con el fin de obtener de nuevo su atención. Cuando Seiji comenzó a pasar menos tiempo con ella (es porque notó que a Seiji le agradan las chicas fuertes), a pesar de eso, Seiji no se dio cuenta de los sentimientos de Akua, y causó que ella se enemistara con él, tanto que él ignora la razón, y cuando se entera del harem de Seiji, su descontento crece aún más (porque preferiría tenerlo para ella sola). Akua tiende a lastimar a Seiji cuando se irrita y se pregunta la razón de por qué Seiji ignora sus sentimientos. Sin embargo, ella todavía se preocupa por él y salta a la defensa cuando es insultado.
Coraly (コラリ?)
Seiyū: Nobuyuki Hiyama
Es el jefe de Guri, un ángel de alto nivel que supervisa las actividades de los cupidos bajo su jurisdicción. A diferencia de otros ángeles, Coraly no adopta una forma física en la tierra y a menudo utiliza a "Blue" el gato de la familia Aino como un contenedor desde la primera vez que apareció. Coraly sostiene que es poseedor de un absoluto entendimiento acerca del concepto humano sobre el amor, y tiende a referirse a los humanos como "simples principiantes" a comparación de él. También tiene el hábito de ser muy vanidoso con su apariencia física, especialmente cuando adopta su verdadera forma. Una broma a lo largo de la serie es que a pesar de que él asegura que su gran belleza es incomprensible para los humanos, muchas personas lo encuentran tan aterrador y espeluznante que incluso evitan mirarle directamente. Con excepción de Akua quien vio que su verdadera forma era hermosa cuando lo vio por primera vez, lo que horrorizó a Seiji y alegró a Coraly. Más adelante en el manga parece haber desarrollado sentimientos por Akua.
Dios (神様 Kamisama?)
Seiyū: Houchu Ohtsuka
Es el actual Dios y también padre de Guri. A pesar de ser la máxima autoridad de los cielos, a menudo holgazanea y utiliza su televisión especial configurada para ver libremente los eventos que ocurren en la tierra. Además, tiene el hábito de espiar todo lo que su hija hace a través de la TV.
Rey Demonio (魔王 Maou?)
Seiyū: Takehito Koyasu
El actual rey del infierno. Originalmente, el infierno estaba regido por Mavuro (la madre de Guri), su predecesora y la anterior Reina Demonio hasta que se fue al momento de concebir a Guri. Tiene un complejo de inferioridad y se considera a sí mismo "indigno de gobernar el infierno". Debido a eso, quería que Mavuro regresara nuevamente a ser la reina del infierno, pero antes de que intentara convencerla, ella desapareció. Esto causó que él viera en Guri una potencial sucesora desde que sabe que ella es la hija de Mavuro y busca llevarse a Guri al infierno por cualquier medio para lograr que ella se vuelva la nueva Reina Demonio.
Tarō Tsuruoka (鶴岡 太郎 Tsuruoka Tarō?)
Seiyū: Yasuaki Takumi
Es el asistente personal y chofer de Yuzu, designado por la madre de ella. A pesar del hecho de que se supone que debe reportar las acciones de Yuzu a su madre, es obligado por Yuzu a que le ayude en sus constantes acosos a su hermana Akane. Tsuruoka tiende a ser muy paranoico y propenso a entrar en pánico cuando recuerda que si no hace bien su trabajo, le espera un cruel castigo de parte de la madre de Yuzu.
Stolas (ストラス Sutorasu?)
Seiyū: Kenyū Horiuchi
Conocido públicamente en la ciudad como "El demonio Stolas". Un sociópata y antropomórfico pingüino con tendencias violentas. Tiene una perturbadora obsesión por Akua (según dicen sus ojos, él quiere aparearse con ella), la hermana menor de Seiji. Y los atacó a ambos cuando eran unos niños pero fue encerrado en una jaula hasta que logró escaparse años después solo para intentar atacar a Akua una vez más. Stolas no necesita hablar porque sus ojos dicen todo lo que él quiere expresar.

## Medios de comunicación

### Manga
El manga es escrito e ilustrado por Megane Mihoshi. Es serializado en línea desde el 9 de mayo de 2012 en el sitio web Comic Meteor de Aplix. Ha sido compilado en 14 volúmenes tankōbon.

#### Volúmenes
| Núm. | Fecha de publicación    | ISBN                   |
| ---- | ----------------------- | ---------------------- |
| 1    | 12 de marzo de 2013     | ISBN 978-4-593-85725-8 |
| 2    | 12 de abril de 2013     | ISBN 978-4-593-85728-9 |
| 3    | 12 de agosto de 2013    | ISBN 978-4-593-85748-7 |
| 4    | 11 de enero de 2014     | ISBN 978-4-593-85766-1 |
| 5    | 12 de junio de 2014     | ISBN 978-4-593-85782-1 |
| 6    | 12 de noviembre de 2014 | ISBN 978-4-593-85792-0 |
| 7    | 12 de mayo de 2015      | ISBN 978-4-593-85804-0 |
| 8    | 10 de diciembre de 2015 | ISBN 978-4-593-85821-7 |
| 9    | 12 de agosto de 2016    | ISBN 978-4-593-85839-2 |
| 10   | 12 de diciembre de 2016 | ISBN 978-4-593-85849-1 |
| 11   | 11 de abril de 2017     | ISBN 978-4-593-85858-3 |
| 11.5 | 11 de abril de 2017     | ISBN 978-4-593-85859-0 |
| 12   | 12 de diciembre de 2017 | ISBN 978-4-593-85874-3 |
| 13   | 10 de mayo de 2018      | ISBN 978-4-8667-5011-8 |
| 14   | 10 de enero de 2019     | ISBN 978-4-8667-5044-6 |

### Anime
Una adaptación a serie de anime se emitió entre el 6 de abril y el 22 de junio de 2017. El anime es dirigido por Atsushi Nigorikawa del estudio EMT Squared con libretos escritos por Natsuko Takahashi y con música de monaca. El opening es "Koi? De ai? De Bōkun desu!" interpretado por Wake Up, Girls!, mientras el ending es "'Suki' o Oshiete" interpretado por smileY inc. La serie se emitió por TV Tokyo, BS Japan y AT-X.

#### Lista de episodios
| #  | Título | Estreno             |
| -- | --- | ------------------- |
| 1  | «¡Voy a participar en esto, también × Whoa! ¡Es amor prohibido!» «Watashi mo, sansen shimasu × hoā!! Kindan no ai desu ka!!» (私も、参戦します×ほぁー！！禁断の愛ですか！！)                             | 6 de abril de 2017  |
| 2  | «Sniff Sniff × La única que puede lastimar a Seiji-kun... soy yo» «Kun suka-kun suka × seiji-kun o kizutsukete ī no wa... Watashi dake na no» (くんすかくんすか×青司くんを傷つけていいのは...私だけなの) | 13 de abril de 2017 |
| 3  | «¡Puedo hacer esto por mi misma! × Chooreus» «Watashi hitori de nantoka dekiru! × Chorīssu» (私一人でなんとか出来る！×チョリーッス)                                                                      | 20 de abril de 2017 |
| 4  | «¡Nunca voy a perder! × ¿Eres un amigo?» «Machigainaku kara! × Mo shimashite o chūkaidesu ka?» (絶対負けませんから! × もしかしてお仲間ですか?)                                                           | 27 de abril de 2017 |
| 5  | «¿Qué es el amor? × Dios se está postrando ww» «Ai' tte nani ka nya × kami dogeza nau ww» (愛' って何かにゃー × 神土下座なうww)                                                                          | 4 de mayo de 2017   |
| 6  | «¿Irías a la playa conmigo? × No es cuestión de saber o no» «Issho ni umi ni ikanai ka? × Wakaru wakaranai no mondai janaidesho» (一緒に海に行かないか？ × わかるわからないの問題じゃないでしょ)         | 11 de mayo de 2017  |
| 7  | «Es un festival × ¡¿Cómo se llegó a esto?!» «O matsuri jā × kakeru dōshite kō natta ~a!!» (お祭りじゃーい×どうしてこうなったぁ!!)                                                                        | 18 de mayo de 2017  |
| 8  | «Adiós × ¡Somos rivales, claro!» «Sayonara × kakeru koigataki (raibaru) desho!!» (さよなら × 恋敵（ライバル）でしょ!!)                                                                                   | 25 de mayo de 2017  |
| 9  | «Absolutamente... Nada... × Hay algo malo conmigo...» «Zenzen... nani mo... × kakeru chotto, dōka shite i mashita...» (全然・・・何も・・・ × ちょっと、どうかしていました・・・)                        | 1 de junio de 2017  |
| 10 | «Estoy aquí para quedarme la noche × Yo también... estoy creciendo» «O tomari ni kichai mashi takakeru × watashi datte... seichō suru n da yo» (お泊まりに来ちゃいました × 私だって・・・成長するんだよ) | 8 de junio de 2017  |
| 11 | «¿A dónde fue? × Me disculpo por haberte molestado hasta ahora» «Doko itta nda aitsu × ima made taihen osewa ni nari mashi ta» (どこ行ったんだ あいつ × 今まで大変お世話になりました)                    | 15 de junio de 2017 |
| 12 | «¡Bien, todos morimos! × Finalmente entiendo» «Sōda, shini masho u! × kakeru watashi yatto wakari mashi ta» (そうだ、死にましょう！ × 私やっとわかりました)                                              | 22 de junio de 2017 |